# Lăzăreni, Bihor
Lăzăreni este satul de reședință al comunei cu același nume din județul Bihor, Crișana, România.